# Baleï (Bregovo)
Pour les articles homonymes, voir Baleï.
Baleï, en bulgare Балей, translittération internationale Balej, est un village de Bulgarie situé dans l'obština de Bregovo et dans l'oblast de Vidin. En 2005, il comptait 471 habitants.
Baleï se trouve sur la rive droite du Timok, à proximité de son confluent avec le Danube, près de Bregovo et non loin de Vidin.